# 日本教育新聞
日本教育新聞（にほんきょういくしんぶん、英語: JAPAN EDUCATIONAL PRESS）は、日本の教育専門紙。発行元は日本教育新聞社。日本で最も歴史の長い教育専門紙とされている。発行部数は公称で約23万部。

## 概要
毎週月曜日発行で部数は237,818部(2013年〈平成25年〉6月1日現在)であり、紙面形態はブランケット版であり頁建ては12～20頁となっている。掲載内容は学校教育を中心とした家庭や地域での子どもの育成などであり、広義的に教育へ焦点を当てた紙面構成となっている。中央官庁や地方での教育行政に関するニュース、学校経営や学校現場の教育実践事例など教育界の最新情報や幅広く取り扱っている。
中心読者層は小中学校や高等学校教員、幼稚園・保育園教諭・保育士などが中心である。また、教育への関心の高まりとともに読者層も多様化しており、企業やNPOも含まれてきている。
日本教育新聞社として各地で教育セミナーなどを主催していたり、WEB上にて購読者専用の記事検索データベースやQ&Aが可能となるコミュニケーションサイト『先生解決ネット』を運営している。また、公益社団法人日本教育会と連携しており、同会が刊行する月刊『日本教育』の編集協力も行っている。